# ديستركشن ديربي
ديستركشن ديربي (بالإنجليزية:Destruction Derby) لعبة فيديو مركبات قتالية من نوع سباق سيارات من تطوير شركة يوبي سوفت ريفلكشنز ولوكنغ غلاس ستوديوز ونشر وتوزيع ستوديو ليفربول وشركة تي إتش كيو ولقد صدرت لأول مره في 20 أكتوبر 1995 في أوروبا وتعمل على عده منصات منها جهاز بلاي ستيشن.
في عام 2018 ظهرت اللعبة على جهاز بلاي ستيشن كلاسيك.

## روابط خارجية
- ديستركشن ديربي على موبي غيمز